# Eckart Kleßmann

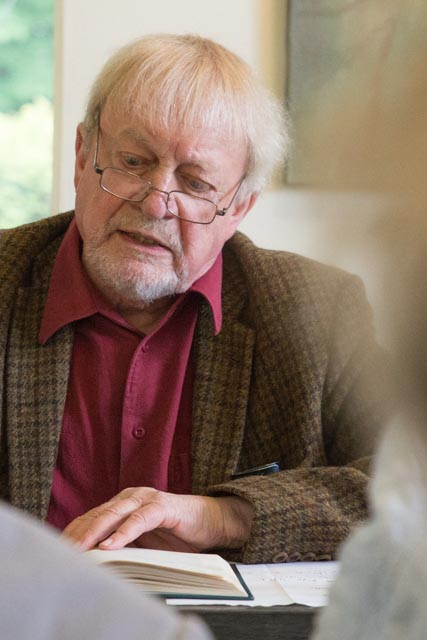
Eckart Kleßmann, 2015

Eckart Kleßmann (* 17. März 1933 in Lemgo) ist ein deutscher Journalist, Schriftsteller und Historiker, der sich vor allem mit dem 19. Jahrhundert befasst.

## Leben und Wirken
Eckart Kleßmann ist der jüngste Sohn des Chirurgen Gustav Kleßmann (1893–1974) und der Käthe Westheermann (1894–1962), sein älterer Bruder war der Kunsthistoriker Rüdiger Klessmann. Nach dem Abitur 1953 in Lemgo studierte er bis 1956 zunächst Kunstgeschichte in Tübingen, München und Göttingen.
Von 1956 bis 1960 absolvierte Kleßmann in Stuttgart Ausbildungen zum Sortiments- und Verlagsbuchhändler, anschließend war er dort als Redakteur der evangelisch-konservativen Wochenzeitung Christ und Welt beschäftigt. Nach dem Umzug nach Hamburg 1961 war Kleßmann zunächst als Lektor und Verlags-Prokurist tätig, von 1964 bis 1970 arbeitete er als Redakteur der Literaturbeilage der Tageszeitung Die Welt. Anschließend war Kleßmann bis 1976 Redakteur der Wochenzeitung Die Zeit.
Seit 1977 ist Kleßmann freier Schriftsteller. Er schrieb 1981 eine Geschichte der Stadt Hamburg. Darüber hinaus verfasste Kleßmann mehrere Bücher zur deutschen Romantik, darunter eine Biografie über Caroline Michaelis/Böhmer/Schlegel/Schelling, eine Biografie über E. T. A. Hoffmann sowie mehrere Gedichtbände. Seit 1995 lebt er in seiner Wahlheimat Bengerstorf in der Nähe von Boizenburg/Elbe. 2007 veröffentlichte Kleßmann autobiographische Episoden über seine Kindheit in der Zeit des Nationalsozialismus.
1984 lehrte Kleßmann als Gastprofessor am Dartmouth College in Hanover, New Hampshire. 1989 wurde er mit dem Irmgard-Heilmann-Preis ausgezeichnet, 1998 mit dem Lion-Feuchtwanger-Preis der Berliner Akademie der Künste. Er ist Mitglied der Freien Akademie der Künste in Hamburg, der Akademie der Wissenschaften und der Literatur Mainz und der Patriotischen Gesellschaft von 1765, außerdem Ehrenmitglied der Telemann-Gesellschaft.

## Schriften (Auswahl)
Monographien
- Einhornjagd. Gedichte. DVA, Stuttgart 1963.
- Die Welt der Romantik. Desch, München 1969.
- Undines Schatten. Wulff, Dortmund 1974 (Gedichtband).
- Seestücke. Corvus, Frankfurt am Main 1975 (Gedichtband).
- Caroline. Das Leben der Caroline Michaelis-Böhmer-Schlegel-Schelling 1763–1809, List, München 1975, ISBN 3-471-77935-3, später als völlig überarbeitete Neuauflage unter dem Titel: „Ich war kühn, aber nicht frevelhaft“, das Leben der Caroline Schlegel-Schelling, Lübbe, Bergisch Gladbach 1992, ISBN 3-7857-0619-7; List-TB 60838, Berlin 2009, ISBN 978-3-548-60838-9.
- Prinz Louis Ferdinand von Preußen. Gestalt einer Zeitwende. List, München 1978, ISBN 3-471-77932-9.
- Die deutsche Romantik. DuMont, Köln 1979, ISBN 3-7701-1039-0.
- Geschichte der Stadt Hamburg. Hofmann und Campe, Hamburg 1981, ISBN 3-455-08803-1; Neuauflage bei: Die Hanse, Hamburg 2002, ISBN 3-434-52596-3.
- E. T. A. Hoffmann oder die Tiefe zwischen Stern und Erde. Eine Biographie. DVA, Stuttgart 1988, ISBN 3-421-06386-9; Neuauflage: Insel-TB 1732, Frankfurt am Main/Leipzig 1995, ISBN 3-458-33432-7.
- Hamburg – Ein Städte-Lesebuch. Insel, Frankfurt am Main/Leipzig 1991, ISBN 3-458-33012-7.
- Christiane – Goethes Geliebte und Gefährtin. Artemis, Zürich 1992, ISBN 3-596-11886-7.
- Die Mendelssohns – Bilder aus einer deutschen Familie. Insel, Frankfurt am Main 1993, ISBN 3-458-33223-5.
- Der Dinge wunderbarer Lauf. Die Lebensgeschichte des Matthias Claudius. Weinheim 1995, ISBN 3-407-80832-1; überarbeitete Neuauflage: TvR, Jena 2010, ISBN 978-3-940431-13-4.
- M. M. Warburg & Co 1798–1998. Die Geschichte eines Bankhauses. Dölling und Galitz, Hamburg 1998, ISBN 3-933374-27-8.
- Fürst Pückler und Machbuba. Rowohlt, Berlin 1998, ISBN 3-87134-270-X; überarbeitete Neuauflage: TvR, Jena 2014, ISBN 978-3-940431-26-4.
- Georg Philipp Telemann. Ellert und Richter, Hamburg 2004, ISBN 3-8319-0159-7.
- Über dir Flügel gebreitet – Eine Kindheit 1933–1945. Aisthesis, Bielefeld 2007, ISBN 978-3-89528-633-9.
- Napoleon und die Deutschen. Rowohlt, Berlin 2007, ISBN 978-3-87134-561-6.
- Goethe und seine lieben Deutschen – Ansichten einer schwierigen Beziehung (= Die Andere Bibliothek. Bd. 307). Eichborn, Frankfurt am Main 2010, ISBN 978-3-8218-6220-0.
- Die Verlorenen. Die Soldaten in Napoleons Russlandfeldzug. Aufbau, Berlin 2012, ISBN 978-3-351-02755-1.
- Universitätsmamsellen. Fünf aufgeklärte Frauen zwischen Rokoko, Revolution und Romantik, AB – Die Andere Bibliothek GmbH & Co. KG, Berlin 2017, ISBN 978-3-8477-2013-3.

Herausgeberschaften
- Napoleons Rußlandfeldzüge in Augenzeugenberichten. Karl Rauch, Düsseldorf 1964.
- Deutschland unter Napoleon in Augenzeugenberichten. Karl Rauch, Düsseldorf 1965.
- Die Befreiungskriege in Augenzeugenberichten. Karl Rauch, Düsseldorf 1966.
- Über Bach. Von Musikern, Dichtern und Liebhabern. Eine Anthologie (Reclams Universal-Bibliothek Nr. 18065). 2., erweiterte Auflage, Reclam, Stuttgart 2000, ISBN 3-15-018065-1.
- Die vier Jahreszeiten. Gedichte (Reclam-Taschenbuch; Nr. 20193). Reclam, Stuttgart 2010, ISBN 978-3-15-020193-0.